# Homo oeconomicus
Homo œconomicus (łac. „człowiek ekonomiczny”, „człowiek racjonalny”) – koncepcja jednostki zakładająca, że człowiek jako istota działająca racjonalnie dąży zawsze do maksymalizacji osiąganych zysków i dokonywania wyborów ze względu na wartość ekonomiczną rezultatów tych wyborów. W potocznym rozumieniu homo oeconomicus to człowiek działający zgodnie z tą zasadą. 

## Założenia paradygmatu w naukach ekonomicznych
Paradygmat człowieka racjonalnego (homo œconomicus) przedstawiony został przez Johna Stuarta Milla, dla którego homo oeconomicus nie określał jakichś konkretnych ludzi, a jedynie był teoretycznym modelem. Jego koncepcja odnosiła się do przedstawionej przez szkockiego ekonomistę i filozofa moralnego Adama Smitha natury człowieka, dla którego jednostka jest wolna i egoistyczna, ale poprzez koncentrację na własnym interesie przyczynia się do dobra ogólnego, choć została znacznie zmodyfikowana, a następnie przyjęta przez ekonomię klasyczną. 
Homo œcononimus to abstrakcyjny paradygmat przyjmowany w większości teorii ekonomicznych głoszący, że "konkretne zachowanie ludzkie w sferze gospodarowania da się wytłumaczyć w kategoriach idealnych, ściśle racjonalnych wyborów (bowiem człowiek ekonomiczny postrzegany jest jako człowiek racjonalny)". W naukach ekonomicznych człowiek ekonomiczny określany jest jako człowiek hipotetyczny lub człowiek fikcyjny, gdyż w rzeczywistości człowiek nie zachowuje się racjonalnie, a jego decyzje nie są oparte na rachunku ekonomicznym. Krytykę założenia o racjonalnym działaniu człowieka podejmowali między innymi tacy klasycy ekonomii jak J.S. Mill czy J.M. Keynes, bowiem w rzeczywistości okazuje się, że człowiek ekonomiczny nie jest racjonalny, a teorie ekonomiczne powinny uwzględniać brak racjonalizmu człowieka w podejmowaniu decyzji ekonomicznych.
Obecnie w teoriach ekonomicznych – coraz częściej – uwzględnia się zamiast klasycznego założenia człowieka racjonalnego (homo œconomicus) paradygmat człowieka emocjonalnego (homo sapiens oeconomicus), bowiem przy podejmowaniu decyzji ekonomicznych człowiek kieruje się innymi (pozaekonomicznymi) przesłankami, przez co jego decyzje nie są optymalne (racjonalne). Na przykład przy robieniu zakupów, zamiast rachunkiem ekonomicznym kupujący kieruje się czynnikami psychologicznymi takimi jak chwilowa emocjonalność wywołana reklamą. Niestety, pomimo że teoretycznie paradygmat człowieka racjonalnego zapewniał logiczność i racjonalność wyborów ekonomicznych dokonywanych przez człowieka, nie uwzględniał on neurobiologicznych oraz psychospołecznych aspektów, które odgrywają kluczową rolę w procesie podejmowania decyzji ekonomicznych. Wybory człowieka nie są takie racjonalne, jakby chciała teoria ekonomii.

## Krytyka koncepcji w naukach społecznych
Koncepcja człowieka ekonomicznego jest poddawana krytyce ze strony socjologii. Ze względu na to, że wizja człowieka w klasycznym ujęciu ekonomicznym, odnosi się do racjonalizmu oraz kalkulacji zysków i strat, otoczenie, także społeczne, staje się barierą którą musi on pokonać, albo służy mu ono do osiągania własnych celów. Stąd też wywodzi się, że człowiek w tej koncepcji jest utylitarnym egoistą i nie zważa na uczucia innych ludzi. Uczuciowość, aspekt emocjonalny zachowania jest przeciwstawiany racjonalnym, chłodnym wyborom. W swych działaniach człowiek ekonomiczny kieruje się jedynie interesem własnym, dąży do jak największego zysku, nie zważając przy tym na żadne przeciwności. Jego działania opierają się na zasadzie minimaksu, polegającej na minimalizacji nakładów przy równoczesnej maksymalizacji swych korzyści. Wyzbywa się wszelkich ocen swojego postępowania wobec konkurentów działających na rynku. W klasycznej ekonomii, bazując na modelu racjonalnego działania, zakładano, że zachowania racjonalne wynikają z równego dostępu do informacji na rynku. Ze względu na przyjęcie od strony epistemologicznej indywidualizmu metodologicznego, społeczeństwo i gospodarka powstają jako rezultat oddziaływań między jednostkami, zaś np. demokracja jest postrzegana wyłącznie jako pochodna istnienia wolnego rynku. Koncepcji homo oeconomicus przeciwstawiana jest z kolei skrajne podejście socjologiczne: homo sociologicus, gdzie człowiek jest opisywany nie jako indywiduum, a jako część grupy i przez to ignoruje się w tym modelu indywidualne motywacje jednostek. W psychologii społecznej krytyka koncepcji homo oeconomicus doprowadziła do stworzenia Teorii współzależności, a następnie orientacji społecznych.

## Modele mieszane
Na bazie relacji między ekonomią a naukami społecznymi powstają koncepcje odwołujące się zarówno do tradycji ekonomicznych, jak i socjologicznych, m.in. koncepcja człowieka społeczno-ekonomicznego, koncepcje racjonalności selektywnej i racjonalności ograniczonej, czy koncepcja maksymalizującej rodziny, które odnoszą się zarówno do wpływu otoczenia na jednostkę i jej wybory, jak i braku informacji potrzebnych do w pełni racjonalnych zachowań na rynku.